# Isotachis lopezii
Isotachis lopezii là một loài rêu trong họ Balantiopsaceae. Loài này được R.M. Schust. Gradst. mô tả khoa học đầu tiên năm 1999.